# IC 1081
IC 1081 ist eine linsenförmige Galaxie vom Hubble-Typ SB0-a im Sternbild Waage am Südsternhimmel. Sie ist rund 144 Millionen Lichtjahre von der Milchstraße entfernt.
Das Objekt wurde am 18. März 1887 von Frank Muller entdeckt.